# Lauren Graham
Pour les articles homonymes, voir Graham.
Lauren Graham, de son nom complet Lauren Helen Graham, est une actrice et productrice américaine, née le 16 mars 1967 à Honolulu, Hawaï (États-Unis). Elle est notamment connue pour avoir incarné Lorelai Gilmore dans Gilmore Girls, puis Sarah Braverman dans Parenthood.

## Biographie
Lauren Helen Graham est née le 16 mars 1967 à Honolulu. Sa mère, Donna Grant est acheteuse dans le commerce de la mode, et son père, Lawrence Graham est lobbyiste dans l'industrie des bonbons qui a été président de la National Confectioners Association (en),,. Elle est élevée dans la religion catholique et est d'ascendance irlandaise. Elle a vécu quelques années au Japon, où sa mère a grandi, quand son père travailla pour l'agence pour le développement international au Vietnam. Mais, à la suite du divorce de ses parents, a déménagé à l'âge de cinq ans, à Washington, où son père travailla comme membre du personnel du Congrès, tandis que sa mère s'en va poursuivre une carrière artistique et a vécu à Londres, jusqu'à son décès à 61 ans,,. Lauren Graham a une demi-sœur et un demi-frère, issus du second mariage de son père et une demi-sœur britannique issue du second mariage de sa mère, Shade Grant, qui travaille dans une agence de talent,.
Très jeune, elle a fait de la compétition équestre, mais a basculé vers la profession d'actrice, affûtant son talent au Langley High School, dans le Comté de Fairfax, dans l'État du Virginie, participant à l'équipe de manœuvres et est diplômée en 1984. Elle obtient son Equity Card en 1988. après deux ans de travail durant l'été au Barn Theatre, à Augusta, dans le Michigan. Elle a eu son baccalauréat d'arts en anglais en 1988 au Barnard College. Elle déménagea au Texas, fit ses études à la Southern Methodist University. En 1992, elle obtint une maîtrise en beaux-arts en tant qu'actrice de performance.

## Carrière

### Comme actrice
Elle déménagea ensuite à New York, où elle tenta de percer dans le milieu artistique. Elle participa à plusieurs publicités, ainsi qu'à trois sitcoms qui ont été retirés après quelques épisodes seulement. En 1996 et 1997, elle joua en tant que vedette invitée régulière dans plusieurs séries populaires de NBC, telles que Troisième planète après le Soleil, Caroline in the City, Seinfeld, New York, police judiciaire (Law & Order) et Newsradio.
C'est en 2000 qu'elle reçut le rôle principal de Lorelai Gilmore de la série télévisée Gilmore Girls. Elle reçut une nomination au Golden Globe Awards dans la catégorie Meilleure Actrice dans une Série Télévisée (drame). 
Elle est également la productrice de la septième saison de Gilmore Girls.

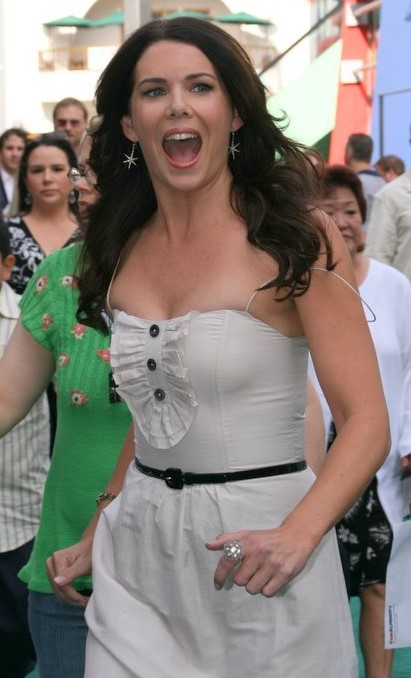
En août 2007, à la première de Evan Tout Puissant.

Depuis, elle a joué plusieurs rôles dans des films et séries. Elle a également prêté sa voix à des publicités.
Le 9 octobre 2009, il a été annoncé que Lauren Graham jouerait dans la série Parenthood, interprétant le rôle de Sarah Braveman, une mère célibataire. La série a fait ses débuts sur NBC l'année d'après, et elle a été renouvelée pour une seconde saison.

### Comme auteur

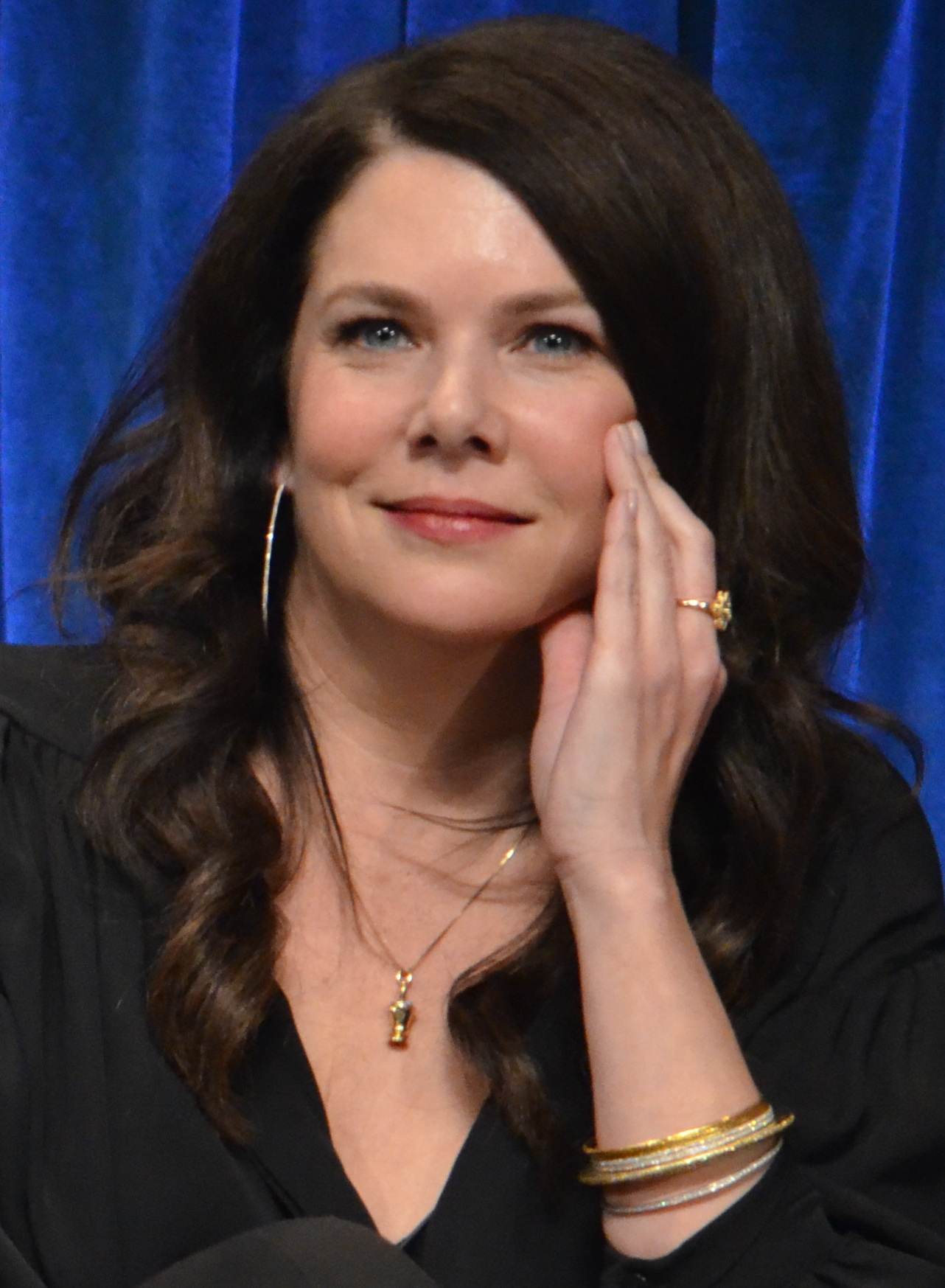
L'actrice au Paleyfest de 2013.

Le premier roman de Lauren Graham intitulé Un beau jour peut-être (Someday, Someday, Maybe) a été publié en 2013 puis traduit en français et publié par les éditions Milady en 2014. En mai 2013, le livre est entré sur la liste des meilleures ventes du New York Times. Graham a signé un contrat avec Warner Bros. Television et la société de production A Very Good Production d'Ellen DeGeneres afin de l'adapter à une série télévisée. 
En novembre 2016, le deuxième livre de Graham a été publié : une collection d'essais personnels intitulée Parler aussi vite que possible : de Gilmore Girls à Gilmore Girls (et tout ce qui se trouve entre eux). Graham a adapté le roman The Royal We dans un scénario pour CBS Films; elle a terminé le script en mi-2017.

## Vie personnelle

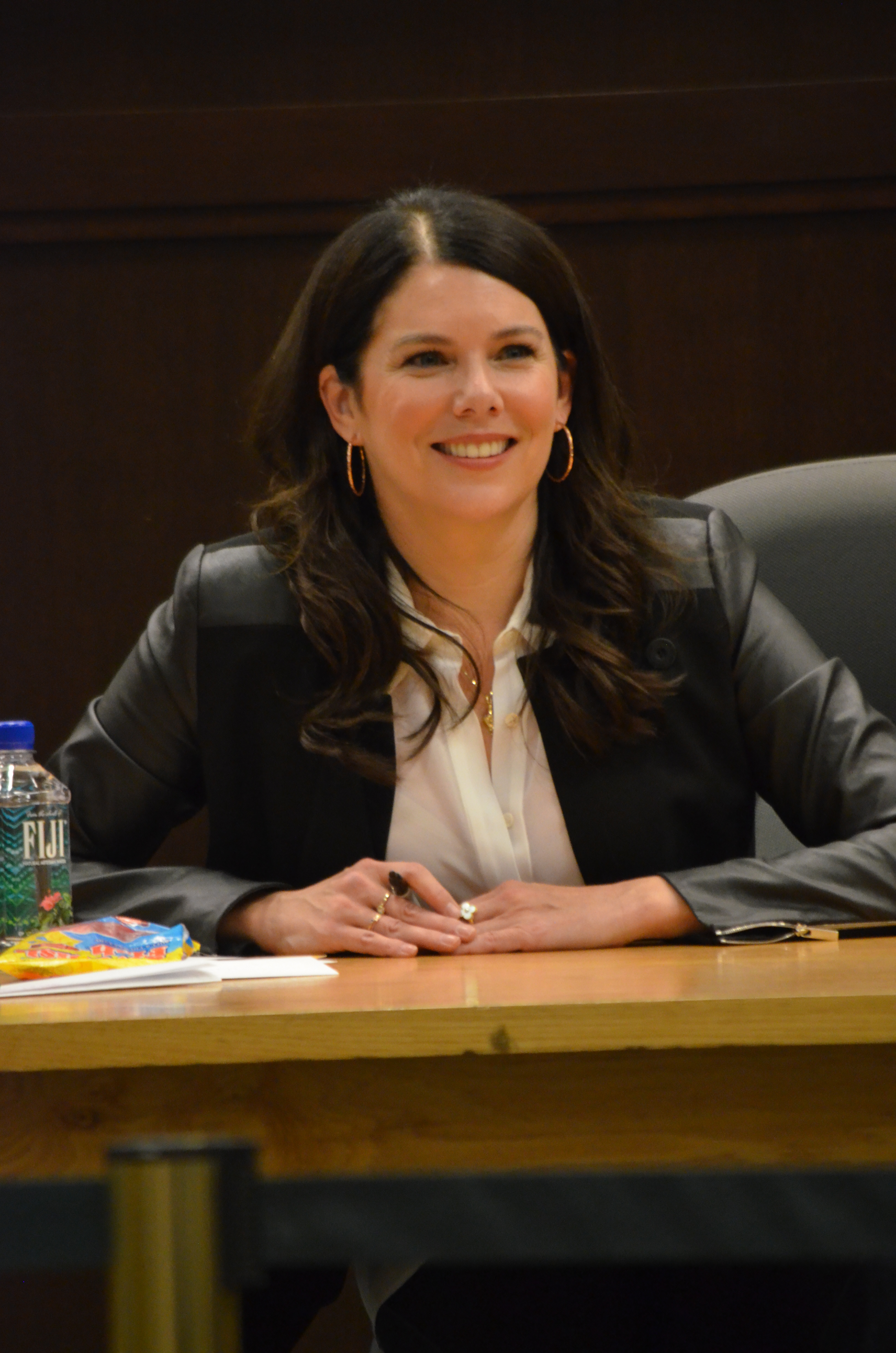
L'écrivaine signant des autographes.

Dans le magazine More du mois de mars 2010, elle parle du fait d'être célibataire à 40 ans : « Ce qui est drôle, c'est que je fais un job que seulement 2 % de la population fait et que malgré tout, il y a cette implication qu'on n'a pas complètement réussi dans la vie si on est célibataire à quarante ans. Mais pourquoi pas ? Je voulais un cheval quand j'ai grandi aussi. Est-ce que ça veut dire que je n'ai pas réussi parce que je n'ai pas de cheval ? » Par ailleurs, Lauren Graham avoue qu'elle a toujours rencontré ses petits amis par chance. « Mon premier petit ami au collège était le type qui était assis en face de moi parce que, alphabétiquement, on était des âmes sœurs. J'ai regardé tellement longtemps l'arrière de sa tête que je pensais que j'en étais amoureuse. »
Plusieurs rumeurs non fondées ont véhiculé une relation amoureuse entre Lauren Graham et sa covedette dans Gilmore Girls, Scott Patterson.
Elle entretient jusque fin 2021 une relation avec Peter Krause. Lauren Graham et Peter Krause sont covedettes dans la série télévisée Parenthood, y jouant le rôle de frère et sœur.

## Filmographie

### Cinéma
- 1997 : Le Veilleur de nuit (Nightwatch), d'Ole Bornedal : Marie
- 1998 : Confessions of a Sexist Pig, de Sandy Tung : Tracy
- 1998 : Contre-jour (One True Thing), de Carl Franklin : Jules
- 1998 : Dill Scallion, de Jordan Brady : Kristie Sue
- 2001 : Sweet November, de Pat O'Connor : Angelica
- 2002 : Une soirée parfaite (The Third Wheel), de Jordan Brady : Woman at Wheel [N 2]
- 2003 : Bad Santa, de Terry Zwigoff : Sue
- 2003 :  Prison-A-Go-Go! de Barak Epstein et Shane Stein : Callista
- 2004 : Seeing Other People, de Wallace Wolodarsky : Claire
- 2005 : Lucky 13, de Chris Hall : Abbey
- 2005 : The Life Coach, de Josh Stolberg : Dr Sue Pegasus
- 2005 : The Amateurs (The Moguls), de Michael Traeger : Peggy
- 2005 : Baby-Sittor (The Pacifer), d'Adam Shankman : Claire Fletcher
- 2005 : Gnome (court-métrage), de Jenny Bicks : Amanda
- 2006 : À la recherche de l'homme parfait, de Michael Lehmann : Maggie
- 2007 : Evan tout-puissant (Evan Almighty), de Tom Shadyac : Joan Baxter
- 2008 : Birds of America de Craig Lucas (en) : Betty Tanager
- 2009 : Un éclair de génie (Flash of Genius) de Marc Abraham : Phyllis Kearns
- 2009 : The Answer Man de John Hindman : Elizabeth
- 2009 : Tempête de boulettes géantes (Cloudy with a Chance of Meatballs) de Phil Lord et Chris Miller : Fran Lockwood (voix)
- 2010 : Une drôle d'histoire (It's Kind of a Funny Story), de Anna Boden et Ryan Fleck : Lynn
- 2014 : Un foutu conte de Noël (A Merry Friggin' Christmas) : Luann Mitchler
- 2015 : Max de Boaz Yakin : Pamela Wincott
- 2025 : Twinless de James Sweeney (en) :

### Télévision
- 1995-1996 : Caroline in the City (série télévisée) : Shelly, 5 épisodes
- 1996 : Townies (série télévisée)  : Denise Garibaldi Callahan, 20 épisodes
- 1996 : 3e planète après le soleil (3rd Rock from the Sun) (série télévisée) : Laurie Harris, 1 épisode
- 1996 : Good Company (série télévisée) : Liz Gibson, 11 épisodes
- 1997 : Infos FM (NewsRadio) (série télévisée) : Andrea, 4 épisodes
- 1997 : New York, police judiciaire (Law & Order) (série télévisée) : Lisa Lundquist, 3 épisodes
- 1997 : Seinfeld (série télévisée) : Valerie, 1 épisode
- 1998 : Conrad Bloom (série télévisée) : Molly Davenport, 18 épisodes
- 2000 : M.Y.O.B. (série télévisée) : Opal Marie Brown, 4 épisodes
- 2000 - 2007 : Gilmore Girls (série télévisée)  : Lorelai Gilmore, 159 épisodes
- 2002 : Les Griffin (Family Guy) (série télévisée)  : Mother Maggie (voix), 1 épisode
- 2006 : Studio 60 on the Sunset Strip (série télévisée)  : Studio 60 Host, 2 épisodes[N 2]
- 2009 : The Bridget Show (TV) : Bridget O'Shea
- 2010 - 2015 : Parenthood (série télévisée)  : Sarah Braverman
- 2011 : The Late Late Show with Craig Ferguson (série télévisée) : Geoff Peterson (voix), 1 épisode
- 2014 : Web Therapy (série télévisée) : Grace Tiverton, 2 épisodes
- 2012 : Go On (série télévisée) : Amy, 1 épisode
- 2012 : Projet haute couture (télé-réalité) : elle-même, 1 épisode
- 2015 : The Odd Couple (série télévisée) : Gaby, 1 épisode
- 2015 : Repeat After Me (série télévisée) : elle-même, 1 épisode
- 2016 : Gilmore Girls : Une nouvelle année (série télévisée)  : Lorelai Gilmore
- 2017 : Larry et son nombril (série télévisée)  : Bridget, 3 épisodes
- 2020 : Zoey et son incroyable playlist (Zoey's Extraordinary Playlist) : Joan, la patronne de Zoey
- 2021 : Les Petits Champions : Game Changers : Alex

## Distinctions

### Récompenses
- Family Television Award de la meilleure actrice pour Gilmore Girls [N 3] (2001)

### Nominations
- Golden Globe de la meilleure actrice dans une série télévisée dramatique pour Gilmore Girls (2002)
- People's Choice Award de la star télévisée féminine (2005)
- Prism Award de la meilleure performance dans un épisode dramatique pour Parenthood (2012)

## Voix francophones
En France, Lauren Graham est régulièrement doublée par Nathalie Régnier, tandis qu'au Québec, elle n'a pas de voix française régulière.